# 卡顿伍德战役
卡顿伍德战役，又称棉白杨战役。它是1877年7月3日-5日，美洲原住民内兹珀斯人与美国陆军士兵和平民志愿兵们在内兹珀斯战争中的一系列的交战。在爱达荷卡顿伍德附近，内兹珀斯人在山雷酋长率领下，轻而易举地击败了美军士兵，并继续进行他们1,170英里（1,880）的穿越落基山脉的且战且退的逃亡，以企图安全到达加拿大。

## 背景
内兹珀斯人在取得了怀特伯德峡谷战役胜利之后，渡过了萨蒙河（“鲑鱼河”）以逃离带着400名士兵正向他们进逼的奥利弗·霍华德将军。霍华德吃力地渡过了河流以对抗这些印第安人，但是此时，在数量上处于劣势的内兹珀斯人们再次渡过了萨蒙河，丢下了机动性较差的美军士兵们，让他们在河对岸被困了几天。
内兹珀斯人约有600人，其中150人是勇士。跟他们在一起的还有2000多只牲畜，其中大多数是马匹。凭着在怀特伯德峡谷夺取的枪支弹药，内兹珀斯人武装得相当好。他们在卡顿伍德战役的目标是“只和白人交战到让他们的家人能安全通行为止”。

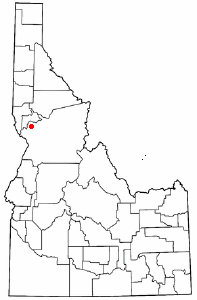
卡顿伍德战役在爱达荷的位置

## 战役
在再次渡过萨蒙河并将霍华德抛在身后后，内兹珀斯人穿过卡默斯大草原向东挺进。他们已经决定了要逃到比特鲁特山（“苦根山”）去。在这途中，驻扎在诺顿大牧场（Norton's Ranch，未来的卡顿伍德）的是斯蒂芬·惠普尔上尉以及65名士兵和若干平民志愿兵。在7月3日，惠普尔的两名平民侦察兵碰巧发现了内兹珀斯人的马群。内兹珀斯人杀死了一人，但是另一人逃走了并报告了内兹珀斯人就在附近。惠普尔派出了塞维尔·雷恩斯（Sevier Rains）中尉和10名士兵及2名平民去调查。内兹珀斯人伏击了雷恩斯一群人并将他们全都杀死了。
惠普尔带着他剩下的士兵们在诺顿大牧场周围挖掘战壕。到了7月4日，大卫·佩里（David Perry）上尉带着20名士兵和6名平民志愿兵来增援了他。佩里曾在两周前在怀特伯德峡谷战役中领导了士兵们，现在他取得了这些士兵和志愿兵们的指挥权。这些人现在人数约有85人。在这一天剩下的时间里，这些士兵们待在他们的步兵射击掩体里，而内兹珀斯人从很远的地方狙击他们。
又过了一天，7月5日，内兹珀斯人试图绕过这些战壕里的士兵们。他们派了14名年轻人来保持士兵们钉在步兵射击掩体里，而其余的内兹珀斯人和他们的牲畜，在勇士们的掩护下，朝东过去了一英里远。士兵们并没有对他们的通行进行阻拦。此时此刻，由17名平民志愿兵组成的一群人出现在了卡顿伍德附近。他们企图突破内兹珀斯人的掩护，从而到达士兵们那里，但是他们不得不团结一体，占据卡顿伍德以西1.5英里（2.4）处的一座山丘顶上的一个防御性地点。三名志愿兵阵亡且有两人受伤。一位年长的内兹珀斯勇士也阵亡了——这场战争中第一个死掉的——并且也有一人受伤。尽管佩里上尉能够从他的防御工事那里看到志愿兵们的困境，然而他婉拒了去帮忙，直到内兹珀斯人已经撤退。
当晚，50名平民志愿兵抵达，来增援佩里，但是内兹珀斯人已经走了。这些交战的伤亡人员总计11名士兵与6名平民志愿兵死亡，以及若干人受伤。内兹珀斯人遭受到了一死一伤。

## 战后
佩里上尉因为延迟解救那些平民志愿兵而受到了严厉批评。他要求一个调查法庭来断言他的延迟“在当时的情形下并不过分”。这些平民志愿兵在爱达荷历史中获得了一席之地，被称为“勇敢十七人”。
内兹珀斯人继续他们的旅程。在他们在克利尔沃特河（“清水河”）暂停下来休息之前，他们不受干扰地向东行进了25英里。玻璃镜和其他内兹珀斯人的群体在这里加入了这一主群，使得他们的人马达到了约800人，并且约有200人是战士。几天后，霍华德将军和一支500人以上的军队赶上了内兹珀斯人，克利尔沃特战役接踵而至。
在这场战役中阵亡的10位第1骑兵团E连和L连的成员被埋葬在了沃拉沃拉堡公墓。